# 肝 (臟腑)

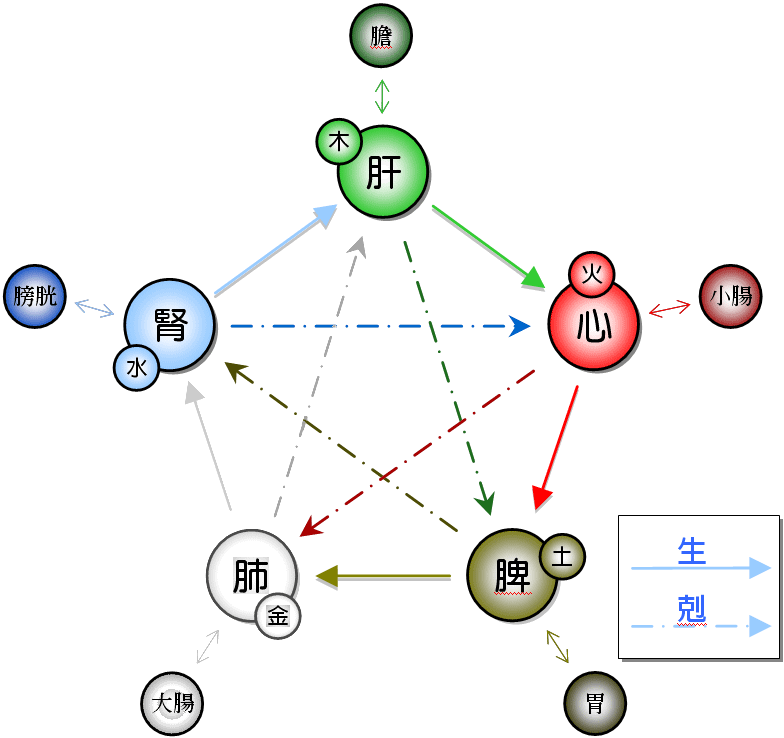
肝根據五行學說與其他臟腑間的相生相剋關係。

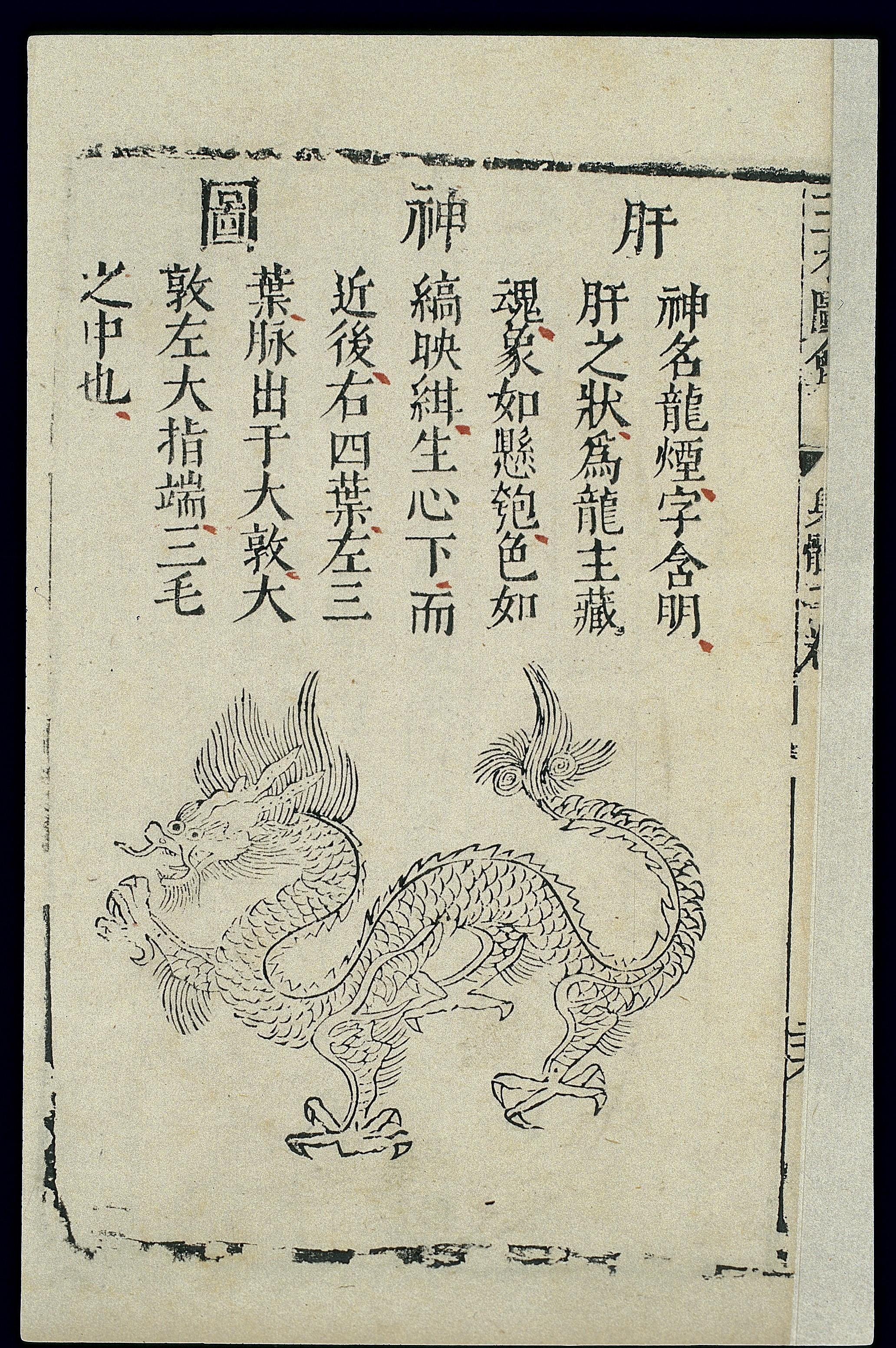
《三才图会》中的肝神图

在中醫傳統臟象學說中，肝屬五行中的木，其主要功能為「疏泄」與「藏血」。其中疏泄包含了精神情緒、消化，以及與氣、血、水的流通；而藏血則包括了血液的儲藏及調節。除此之外，肝與膽互為表裡，影響膽汁的分泌。

## 生理
《內經》之後的醫學家在描述肝時，常會將其與情緒，尤其是其中的怒氣連結。舉例而言，《素問‧臟氣法時》寫道：「肝病者，令人善怒。」《素問‧陰陽應象大論》則說：「在志為怒，怒傷肝。」
肝主「藏血」及「疏泄」，是對肝生理作用的常見敘述，而此時所說的血也與精神活動有關，例如《靈樞‧平人絕穀》所說的「血脈和利，精神乃居。」
肝主疏泄是朱丹溪所提出的想法，其在《格致餘論‧陽有餘陰不足論》中寫道：「主閉藏者腎也，司疏泄者肝也，二藏皆有相火，而其系上屬於心。」

## 病理
與肝相關的症狀包括了肝鬱、肝火與肝風等。肝鬱是指因為情緒的變化而產生的身體不適。例如胸悶或是月經不順。肝火則是指人在生氣的時候，所產生出來的臉紅、口亁或是頭痛等症狀，又稱為「肝氣盛」。
肝風有兩種意義，一種是指使身體抖動的病症，也就是「肝風內動」，造成這種抖動的原因並不一定，有些可能源自肝火。而另一個意思是指肝受风邪影響而產生的疾病。

## 外部連結
- 中醫藥論著 - 肝膽系統 （页面存档备份，存于） - 中國醫藥發展基金會
- 肝炎 （页面存档备份，存于） 中藥方劑圖像數據庫 (香港浸會大學中醫藥學院) （中文）（英文）
- 肝硬化 （页面存档备份，存于） 中藥方劑圖像數據庫 (香港浸會大學中醫藥學院) （中文）（英文）
- 肝氣鬱結 （页面存档备份，存于） 中藥方劑圖像數據庫 (香港浸會大學中醫藥學院) （中文）（英文）
- 肝血不足 （页面存档备份，存于） 中藥方劑圖像數據庫 (香港浸會大學中醫藥學院) （中文）（英文）
- 肝膿瘍 （页面存档备份，存于） 中藥方劑圖像數據庫 (香港浸會大學中醫藥學院) （中文）（英文）
- 肝火 （页面存档备份，存于） 中藥方劑圖像數據庫 (香港浸會大學中醫藥學院) （中文）（英文）
- 肝昏迷 （页面存档备份，存于） 中藥方劑圖像數據庫 (香港浸會大學中醫藥學院) （中文）（英文）
- 肝胃虛寒 （页面存档备份，存于） 中藥方劑圖像數據庫 (香港浸會大學中醫藥學院) （中文）（英文）
- 肝鬱 （页面存档备份，存于） 中藥方劑圖像數據庫 (香港浸會大學中醫藥學院) （中文）（英文）
- 肝經熱盛 （页面存档备份，存于） 中藥方劑圖像數據庫 (香港浸會大學中醫藥學院) （中文）（英文）
- 肝風 （页面存档备份，存于） 中藥方劑圖像數據庫 (香港浸會大學中醫藥學院) （中文）（英文）